# 重複性勞損
重複性勞損（英語：Repetitive strain injury，缩写：RSI），又稱重複使力傷害、勞肌損傷，是指重複使用、振動、壓迫或長期固定姿勢引起肌肉骨骼系統或神經系統的損傷。其他常見名稱包括重複性應力疾患（Repetitive stress disorders）、累積性創傷疾患（Cumulative trauma disorders、CTD）、過度使用症候群（Overuse syndrome）。

## 症狀
重複性勞損的患者可能出現的症狀包括痠痛、疼痛、抽痛、刺痛、肢體肌肉無力，最初表現為間歇性不適，然後發作頻率越來更高。

### 定義
重複性勞損及其相關的創傷性疾患是指向數個離散不相關病況的上義詞，這些病況可能與重複性工作、高強度運動、振動、機械性擠壓、持續或不合適的姿勢、重複性的離心收縮有關。要確切採用哪個術語還有爭議，但是美國勞工部和美國國家職業安全衛生研究所使用的術語是肌肉骨骼疾患（MSDs）和工作相關肌肉骨骼疾患（WMDs）。
可歸於此類疾病的例子包括有：肌腱病變、腕隧道症候群、肘隧道症候群、狄奎凡氏症、胸廓出口症候群、交叉症候群、肱骨內上髁炎、肱骨外上髁炎、板機指、橈隧道症候群、尺隧道症候群、局部肌肉緊張不足、腱鞘炎。
自1970年代以來，手臂、手、頸部、肩的重複性勞損病例在世界各地皆普遍增加，可歸因於在工作場所中廣泛地使用鍵盤（例如打字機和電腦），使用這些輸入設備必須長時間固定姿勢並反覆動作。也有文獻表示極端溫度是重複性勞損的危險因子。

## 危險因子

### 職業危險因子
某些領域的工作者有反覆過勞損傷的風險。大多數職業傷害是肌肉骨骼疾患，其中多數是累積性創傷，而非單一事件所引起，例如礦工和照顧家禽的工人必須反覆動作，可能會導致肌腱、肌肉、骨骼受傷。由於肌肉骨骼系統尚未發育完成，年輕的運動員有較高傾向患有重複性勞損。

### 社會心理因素
社會心理因素可包含人格差異或工作場所的組織問題等。某些工作者可能由於工作過多、工時過長、工作控制權有限、社會支持不足，因而對工作組織產生負面看法。先前的研究顯示：患有重複性勞損的工作者尿液中的兒茶酚胺（與壓力有關的化學物質）會升高。與重複性勞損相關的疼痛可能演變成慢性疼痛症候群，特別是對於缺乏同事和上司支持的工作者。

### 非職業因素
年齡和性別是重複性勞損的重要危險因子。風險會隨年齡增長而增加。女人比男人容易罹病，因為她們的身材較小、肌肉量較少、力量較弱，並與內分泌的影響有關。此外，吸煙和飲酒等生活型態也公認是重複性勞損的危險因子。最近的科學研究發現肥胖症和糖尿病可能會引起低強度的慢性發炎反應，從而使身體無法有效修復受損組織，導致個體容易患病。

## 診斷
可使用多種客觀的臨床測試來評估重複性勞損。包括力量的測試，例如握力和捏力；診斷性測試，例如芬可斯坦測驗用於狄奎凡氏症，斐倫式試驗法、提內耳氏徵象用於腕隧道症候群；以及神經傳導檢查，顯示手腕神經壓迫的狀況。各種醫學影像技術也可用於檢查神經壓迫，例如手腕的X射線、胸廓出口和頸臂區域的核磁共振檢查。常規影像檢查的利用有助於早期發現和治療高危險群的過度使用損傷，這對於防止長期不良影響非常重要。

## 治療

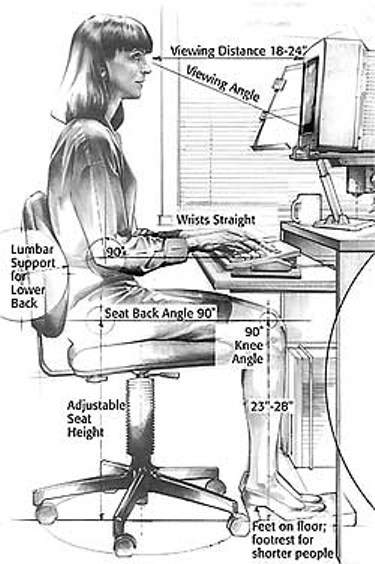
人體工學：對工作、設備、工作場所進行設計的一門科學。

重複性勞損的治療沒有捷徑。為了限制損害的擴大，早期診斷至關重要。RICE法則用於許多肌肉拉傷、韌帶扭傷、其他瘀傷及損傷的首選治療方法，其時間點為受傷後立即使用或受傷後的頭24至48小時內使用。這些方式可以幫助減輕腫脹和疼痛。初期的重複性勞損常用的處方治療包括止痛藥、生物反饋、物理治療、放鬆技巧、治療性超音波。如果症狀發作後不久便開始治療，低度的重複性勞損有時可以自行緩解。但是某些重複性勞損可能需要更積極的介入，包括手術，而且症狀也可能持續數年。
儘管治療沒有捷徑，但是有有效的方法來治療和預防：一個是人體工學，即改變環境（尤其是工作場所的設備）以最小化重複性勞損；另一個是特定的按摩技術，例如針對激痛點的治療及其相關技術，比如亞歷山大技巧。
已證明一般的體能鍛煉可以降低重複性勞損的風險。醫生有時會建議病患進行特定的肌力訓練，例如改善坐姿、減少過度的脊柱後凸、避免潛在的胸廓出口症候群。通常會建議改變姿勢和手臂的使用。

## 歷史
儘管重複性勞損似乎是一種現代的現象，但長期以來醫學文獻中已有記載。1700年，義大利醫師貝爾納迪諾·拉馬齊尼首次在義大利20多個行業的工人中描述了重複性勞損，其中包括音樂家和辦事員。1854年，英國外科醫師詹姆斯·佩吉特首次發現了腕隧道症候群。1875年4月發行的報紙《圖形》描述了「電報癱瘓」（英語：Telegraphic paralysis）。
瑞士外科醫師弗里茨·狄奎凡於1895年首先在瑞士工廠工人中發現狄奎凡氏症。法國神經學家朱爾斯·提內耳（1879–1952年）在1900年發明敲擊測試來評估正中神經的壓迫。美國外科醫師喬治·法倫以其1950和1960年代數百名病患的臨床經驗，提高了對腕隧道症候群病因學的認識。

## 社會
特定病因已經廣泛地成為疾病術語，例如黑莓拇指、iPod指、Wii肘、滑鼠臂、PlayStation拇指、魔術方塊腕、手寫筆指、Emacs小拇指等。